# Liste des ponts de Nantes
La commune de Nantes, traversée par plusieurs cours d'eau, comporte de nombreux ponts, franchissant essentiellement la Loire. 
La liste suivante ne répertorie que les ouvrages d'art situés totalement ou partiellement sur le territoire de la commune de Nantes.

## Cens

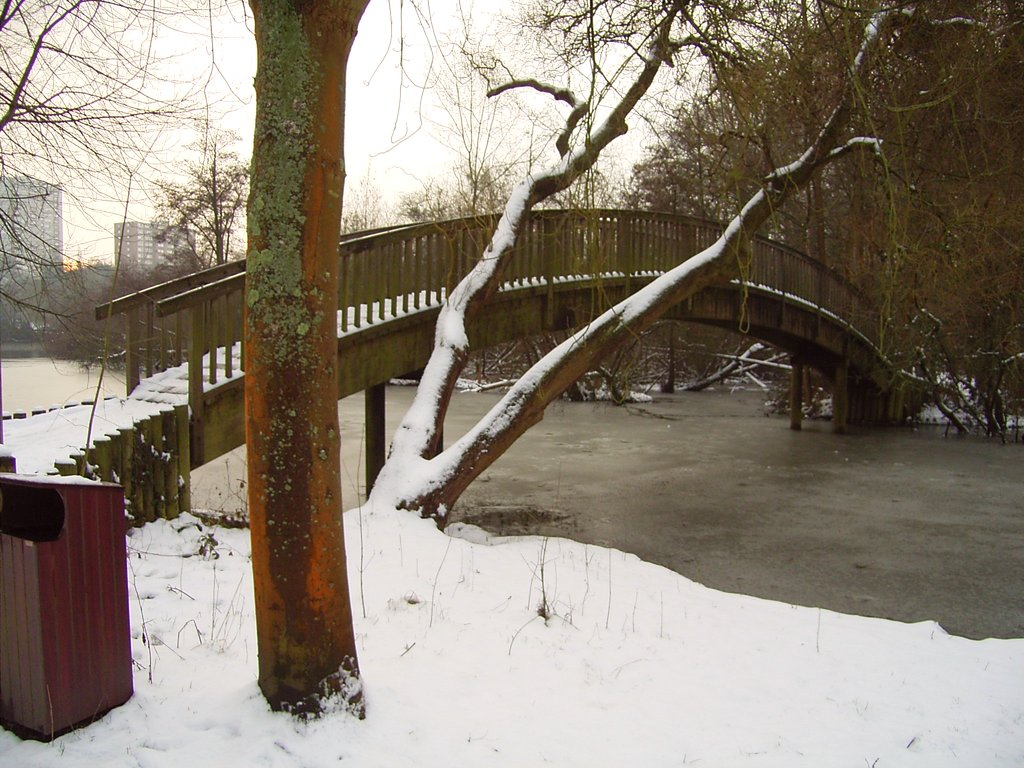
Passerelle sur l'embouchure du Cens.

Le pont routier du Cens se trouve à la limite des communes de Nantes et d'Orvault, à la jonction du boulevard Robert-Schuman et de la route de Rennes.
Le Cens, canalisé en souterrain dans les portions urbanisées, passe en tunnel au niveau du Petit-Port ; dans les parties à l'air libre, espaces naturels et parcs, il est enjambé par quelques ouvrages piétonniers, dont une passerelle en arc de cercle proche de sa confluence avec l'Erdre.

## Gesvres
Le franchissement du Gesvres entre la Chapelle-sur-Erdre et Nantes au niveau du quai de la Jonelière est possible en empruntant une passerelle. Il est néanmoins franchi par l'A11, le boulevard du Capitaine-Dreyfus, et le boulevard Alexander-Flemming (N844). Ce dernier point est régulièrement inondé par les crues du Gesvres, provoquant la fermeture du périphérique.

## Chézine
La Chézine n'est enjambée que par un seul pont, le pont Jules-César (boulevard des Anglais). Elle est canalisée par des buses sous le boulevard du Massacre (à la limite de Nantes et Saint-Herblain), l'avenue du Parc-de-Procé, la rue Colonel-Desgrées-du-Lou, puis disparaît en souterrain, de la rue de Gigant jusqu'à son embouchure sur la Loire, sous le quai de la Fosse.

## Erdre
Au-dessus de l'Erdre, depuis l'entrée de la rivière au Nord de Nantes jusqu'à sa confluence avec la Loire, presque tous les ponts sont entièrement situés sur le territoire de la commune de Nantes, à l'exception des trois premiers en amont qui le sont partiellement  :
- pont de l'Erdre (pont autoroutier, entre Nantes à l'Est et La Chapelle-sur-Erdre à l'Ouest) ;
- pont de la Beaujoire (entre Nantes à l'Est et La Chapelle-sur-Erdre à l'Ouest) ;
- pont de la Jonelière (viaduc ferroviaire, entre Nantes à l'Est et La Chapelle-sur-Erdre à l'Ouest) ;
- pont de la Tortière ;
- pont Général-de-la-Motte-Rouge ;
- pont Saint-Mihiel ;
- Canal Saint Félix
- pont du général Patton ;
- pont du quai Baco en 2 éléments : un ferroviaire et un routier ;
- pont de Tbilissi (enjambe le canal Saint-Félix) ;
- Passerelle sur l'écluse et le barrage Saint Félix.

L'île de Versailles, entièrement piétonne, est quant à elle reliée aux rives de l'Erdre par trois passerelles (au Nord-Ouest, au Sud et au Sud-Est).

## Loire
Nantes Métropole dispose de dix-sept ponts et passerelles enjambant la Loire, dont quatre partagés avec les communes riveraines, et la ligne des ponts de Thouaré, en amont de Nantes et hors Métropole, entre Thouaré-sur-Loire en rive droite et Saint-Julien-de-Concelles en rive gauche. En aval de Nantes, le pont le plus proche est le pont de Saint-Nazaire. Deux bacs permettent aussi la traversée, à l'ouest de Nantes, l'un sur la commune d'Indre, l'autre entre celles de Couëron et du Pellerin.
D'amont en aval :
- ponts de Bellevue (boulevard périphérique) : Sainte-Luce-sur-Loire en rive droite et Basse-Goulaine en rive gauche ;
- ligne des ponts ferroviaires de la Vendée : Nantes en rive droite (bras de la Madeleine), pointe est de l'Île de Nantes au milieu et Saint-Sébastien-sur-Loire en rive gauche (bras de Pirmil) ;
- bras de la Madeleine (Nantes en rive droite et Île de Nantes en rive gauche) :
  - pont Éric-Tabarly ;
  - pont ferroviaire Résal ;
  - pont Willy-Brandt ;
  - pont Aristide-Briand ;
  - pont du Général-Audibert ;
  - pont Haudaudine ;
  - passerelle Victor-Schœlcher ;
  - pont Anne-de-Bretagne ;
- bras de Pirmil :
  - pont Léopold-Sédar-Senghor (Île de Nantes en rive droite et Saint-Sébastien-sur-Loire en rive gauche) ;
  - pont Georges-Clemenceau (Île de Nantes en rive droite et Nantes-Sud en rive gauche) ;
  - ponts de Pirmil (Île de Nantes en rive droite et Nantes-Sud en rive gauche : deux ouvrages, un pour le tramway et un routier) ;
  - ex-pont ferroviaire de Pirmil (communément appelé « pont de Pornic », cyclo-piétonnier : Île de Nantes en rive droite et Rezé en rive gauche) ;
  - pont des Trois-Continents (Île de Nantes en rive droite et Rezé en rive gauche) ;
- pont de Cheviré (boulevard périphérique) ; bien que les viaducs d'accès se trouvent sur les emprises des deux terminaux portuaires nantais de Cheviré (enclaves de Cheviré (rive gauche) et de Roche-Maurice (rive droite), les échangeurs routiers du périphérique les plus proches se trouvent sur les territoires des communes de Saint-Herblain (« Porte de l'Estuaire », au nord) et Bouguenais (« Porte de Bouguenais », au sud).

## Sèvre Nantaise
Au-dessus de la Sèvre Nantaise, depuis l'amont de la rivière (au sud de la ville) jusqu'à son point de confluence avec la Loire, seuls les deux premiers ponts en amont relient le quartier Nantes Sud situé sur la rive droite, à la commune de Rezé sur la rive gauche (les deux derniers ponts en aval sont entièrement nantais) :
- pont des Bourdonnières ;
- pont de la Morinière ;
- pont de Pont-Rousseau ;
- pont des Bataillons FFI.

## Ponts hors-d'eau
Tous les ouvrages d'art ne franchissement pas nécessairement des cours d'eau, mais aussi des routes et des voies ferrées. Ainsi, on peut citer par exemple :
- le pont Sauvetout[2] ;
- le pont de l'Arche-Sèche[3] ;
- le pont de Feltre[4] ;
- le pont de la Rotonde (il prit la dénomination de l'ancien ouvrage qui, au même emplacement, traversait le Canal Saint-Félix avant les comblements) ;
- le pont de la Moutonnerie ;
- le pont des Américains.

## Anciens ponts de Nantes
Avant les travaux de comblement de nombreux bras de la Loire et d'une partie de l'Erdre, durant la période d'entre-deux-guerres, Nantes possédait de nombreux autres ponts aujourd'hui disparus.
La liste de ces ponts était (liste non exhaustive) :
sur l'Erdre (d'amont en aval, jusqu'à la confluence avec la Loire, à l'emplacement de l'actuel cours des 50-Otages)
- pont Morand (détruit en 1940) ;
- pont de l'Hôtel de Ville (détruit en 1940) ;
- pont de l'Échellerie (détruit en 1830) ;
- pont de l'Écluse (détruit vers 1930) ;
- pont des Halles (détruit en 1829) ;
- pont de la Casserie (détruit en 1873) ;
- pont d'Orléans (détruit vers 1930) ;
- pont Sainte-Catherine (détruit en 1826)
- pont d'Erdre (détruit en 1940), à ne pas confondre avec l'actuel « pont de l'Erdre » ;

sur la Loire (d'amont en aval)

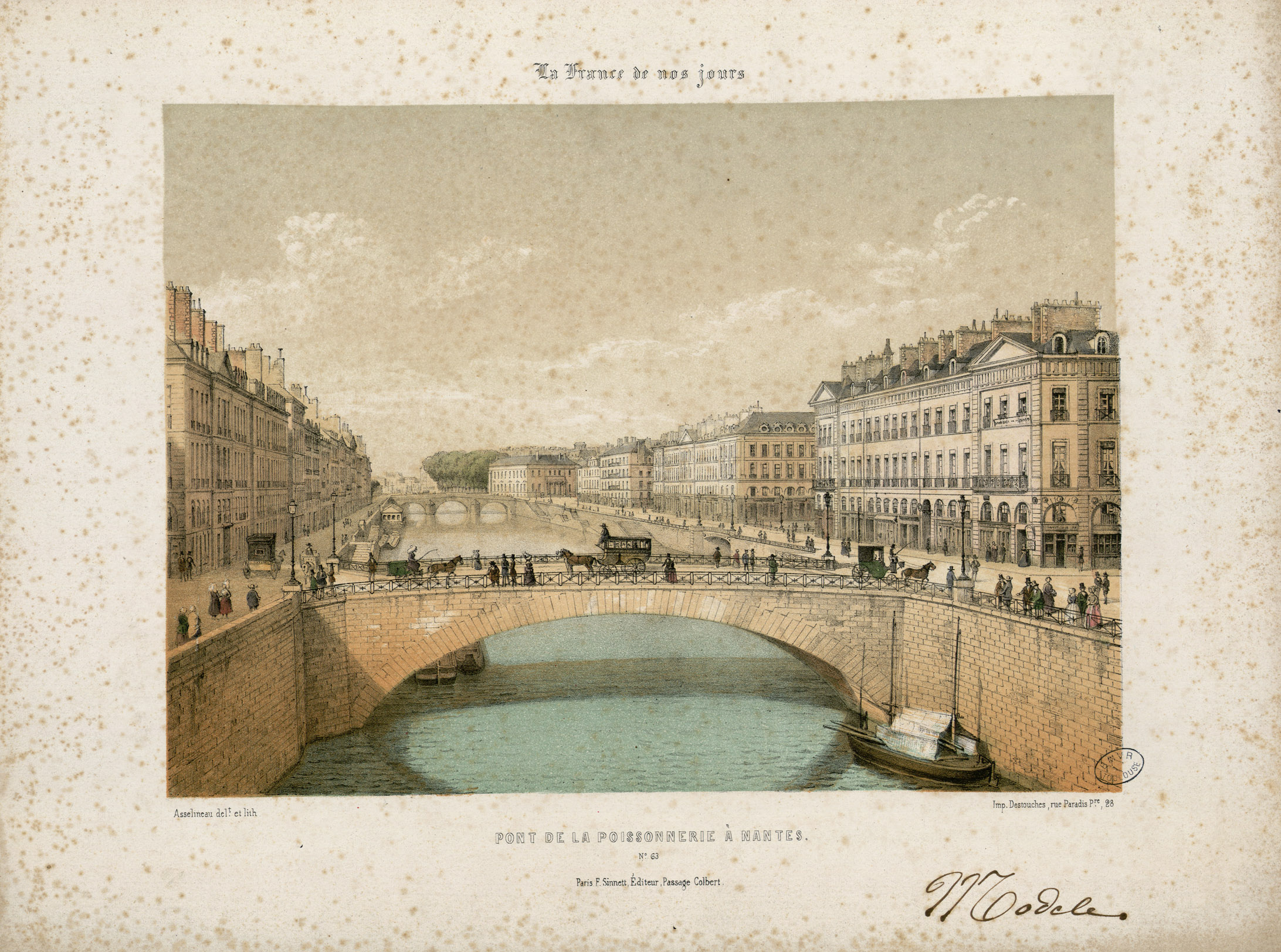
Gravure des années 1850-1870 représentant le pont de la Poissonnerie et en arrière-plan le pont de la Bourse.

bras de la Bourse (entre la rive nord et l'Île Feydeau) ;
- pont de la Bourse (succédant au « pont Feydeau ») ;
- pont de la Poissonnerie (succédant au « pont d'Aiguillon ») ;

bras de l'Hôpital (entre l'Île Feydeau et l'Île Gloriette) ;
- pont Maudit ;
- pont de la Belle-Croix ;

canal Saint-Félix
- pont de la Rotonde ;

Autres ponts sur la Loire
- Pont transbordeur (à l'emplacement du pont Anne-de-Bretagne) ;
- pont de la Madeleine (à l'emplacement du pont du Général-Audibert) ;

sur la Gare d'eau (canal au sud de la gare d'Orléans)
- pont Tracktir ;
- pont aux Chèvres ;

entre les îles constituant aujourd'hui l'île de Nantes
- pont Toussaint (sur la « boire de Toussaint », entre les îles de Grande Biesse et de Petite Biesse) ;
- pont des Récollets (sur la « boire des Récollets », entre l'île de Petite Biesse et le bourg de Vertais sur l'île Vertais).